# 格五
格五，又稱塞戲、簺戲、蹙戎、蹙融，是一種擲採行棋的擲賽遊戲，為六博的變體，差別之一在擲具的不同。鮑宏寫有《簺經》紀錄規則，已失傳。
日本過去曾錯把格五當成是五子棋，如近代的《古事類苑》就如此紀錄，但在中國實際上是完全不同的棋類。

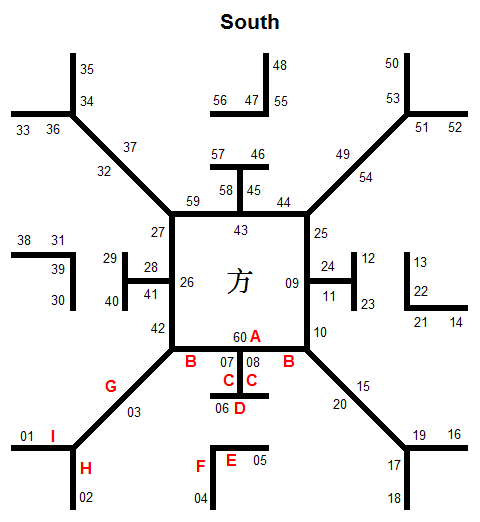
六博棋盤簡圖之一，有說法是這種棋盤是塞戲

## 文獻

### 塞戲
- 《穆天子傳》：「天子與井公塞也。」
- 《管子》：“流於博塞，戏其工瞽。”、“是故秋三月以庚辛之日發五政：一政、曰禁博塞。”
- 《莊子·駢拇》：“问穀奚事，则博塞以游。” 
  - 成玄英註：“行五道而投琼曰博，不投琼曰塞。”
- 《说文》：「簺，行棋相塞谓之簺。」
- 邊韶《塞賦》：「欲弈无局，欲博无楮。问：何以代博弈者乎？ 曰：塞其次也。」、「四道交正，時之則也；棋有十二，津呂極也。」
- 《南齐书》：「文季虽不学，发言必有辞采，当世称其应对。尤善簺及弹棋。簺用五子。」

### 格五
- 《爾雅》：「格，至也，亦格五，博屬行箭，但行梟以格殺，漢吾丘壽王善之。」

- 《後漢書》梁冀傳：「性嗜酒，能挽满﹑弹棋﹑格五﹑六博﹑蹴鞠﹑意錢之戏。」

- 葛立方《韻語陽秋》：「魯直詩云：“眼見人情如格五，心知外物等朝三。」

#### 塞戲與格五
- 《漢書》吾丘壽王傳：「以善格五，召待詔。」
  - 劉德注：「格五，棋行，《簺法》曰簺、白、乘、五，至五，格不得行，故云格五。」
  - 師古注：「即今戲之簺也，音先代反。」
  - 孟康 (三國)注：「格音各，行伍相各，故言各。」

- 鮑宏《簺經》：「簺有四采，塞、白、乘、五是也。乘五，至五即格不得行，故云格五。」

### 蹙融
- 《资暇集》：「今有奕局，取一道人行五棊，谓之蹙融，融宜作戎。此戏生于黄帝蹙鞠，意在军戎也，殊非圆融之义。庾元规着《座右方》，所言蹙戎者，今之蹙也。」

- 《酉阳杂俎》：「小戏中于奕局一枰，各布五子，角迟速，名蹙融。予因读《坐右方》，谓之蹙戎。」

- 《梦溪笔谈》：「蹙融或谓之蹙戎[5]。」

#### 格五與蹙融
- 彭乘《续墨客挥犀》：「蹙融，或谓之『蹙戎』，《汉书》谓之『格五』，虽止用数棋，共行一道，亦有能否。徐德占善移，遂至无敌。其法已常欲有余而致敌人于险，虽知其术止如是，然卒莫能胜之。」

- 沈存中《筆談》：「格五即今之蹙融，其法以己常有餘，而致敵人於險。」

- 黃朝英《靖康缃素杂记》：「乘五，至五即格不得行，故云格五。簺，先代反。又世俗有蹙融之戲，謂以奕局取一道，人各行五棋，即所謂格五也。」

- 章太炎《膏蘭室札記》:「今之跳五子，當即古之格五。」

### 格五與五子棋
- 黃遵憲《日本国志》：「亦有格五，其法布子成行以得五者胜。」

## 結論
从上述引文看，秦漢時期時塞戲每方有六枚棋子，具有塞、白、乘、五這四種采名，其中擲到『五』就不能移動，所以又稱格五。依《爾雅》記載，擲具是箭(箸)，而不是當時六博用的琼。
有些六博局是中央方框與四角曲道以斜線相連，傅舉有認為是塞戲。
文獻無任何記載或觀點認為與象棋有所繼承關係。傳至南北朝甚至有《簺法》、《簺经》等关于它的专门著作。格五这棋類的精要之处是行棋相塞，使对方格不得行，所以称作格五。也稱為蹙戎。
唐代成玄英註解《莊子·駢拇》時寫：“行五道而投琼曰博，不投琼曰塞。” 認為六博與塞戲差別在是否用瓊作投子，而《爾雅》指出別名為格五的塞戲是投箭，但他是把六博錯認為「行五道」。後人錯以為塞戲沒有擲具，誤會塞戲摆脱六博侥幸取胜的成分。
宋代以降的文獻記載並不相符，描述每方棋子只有五枚，共走一道。
清末有將格五當五子棋。